# Duško Vujošević
Duško Vujošević (crn. ćirilica: Душко Вујошевић; Podgorica, 3. ožujka 1959.) je crnogorski košarkaški trener.

## Karijera
Trenersku karijeru započeo je 1976. Sve do 1982. bio je trener u mlađim kategorijama Partizana. Nakon toga odlazi u OKK Beograd i ondje je vodio juniorsku ekipu koja je osvojila prvenstvo Jugoslavije. Te godine radio je i s prvom momčadi OKK Beograda.
Nakon odsluženja vojnog roka radio je u Mladosti iz Zemuna, a pred sezonu 1985./86. vratio se u Partizan, gdje je postao pomoćnim trenerom momčadi. Poslije smjene glavnog trenera, tokom sezone 1986./87. postao je prvim trenerom Partizana i iste sezone je osvojio naslov prvaka Jugoslavije. U sezoni 1987./88. Vujošević je predvodio Partizan do final-foura kupa europskih prvaka u Gentu, na kojem je Partizan osvojio treće mjesto. Vujošević je vodio Partizan i u sljedećoj sezoni (1988./89.), kada je osvojio Kup Radivoja Koraća i kup Jugoslavije.
U sezoni 1989./90. Vujošević je bio glavni trener španjolske Huelve iz Granade, da bi se poslije toga vratio natrag u Partizan. U sezoni 1990./91. stigao je do finala doigravanja kupa europskih prvaka, u kojem je poražen od momčadi POP 84. Od 1992. do 1998. radio je u Italiji, gdje je vodio ekipe Brescie, Pistosie i Scavolinia. 
Po povratku iz Italije Vujošević je u sezoni 1998./99. bio šef stručnog stožera podgoričke Budućnosti, a od 1999. do 2001. vodio je beogradski Radnički.
Od povratka u Partizan, 2001., osvojio je devet posljednjih titula prvaka Srbije (2002., 2003., 2004., 2005., 2006., 2007., 2008., 2009. i 2010.) četiri nacionalna kupa (2002., 2008., 2009. i 2010.) i četiri posljednje titule NLB lige (2007., 2008., 2009. i 2010.), čime je postao najtrofejniji trener u povijesti kluba. Također se pod njegovim vodstvom 2010. godine sastav kvalificirao u "final four" Eurolige.
Kao trener juniorske reprezentacije Jugoslavije osvojio je europsko prvenstvo u Vrbasu 1988. i četvrto mjesto na svjetskom juniorskom prvenstvu 1991. Duško Vujošević je vrlo priznati trener koji je poznat po izvrsnom radu s mladim igračima. 
U proljeće 2003. postavljen je za izbornika seniorske reprezentacije Srbije i Crne Gore, s kojom je na europskom prvenstvu u Švedskoj osvojio šesto mjesto.
Duško Vujošević je bio i izbornik crnogorske košarkaške reprezentacije koju je uspješno proveo kroz kvalifikacije za EP 2011. Nakon toga je podnio ostavku.